# King William's Town

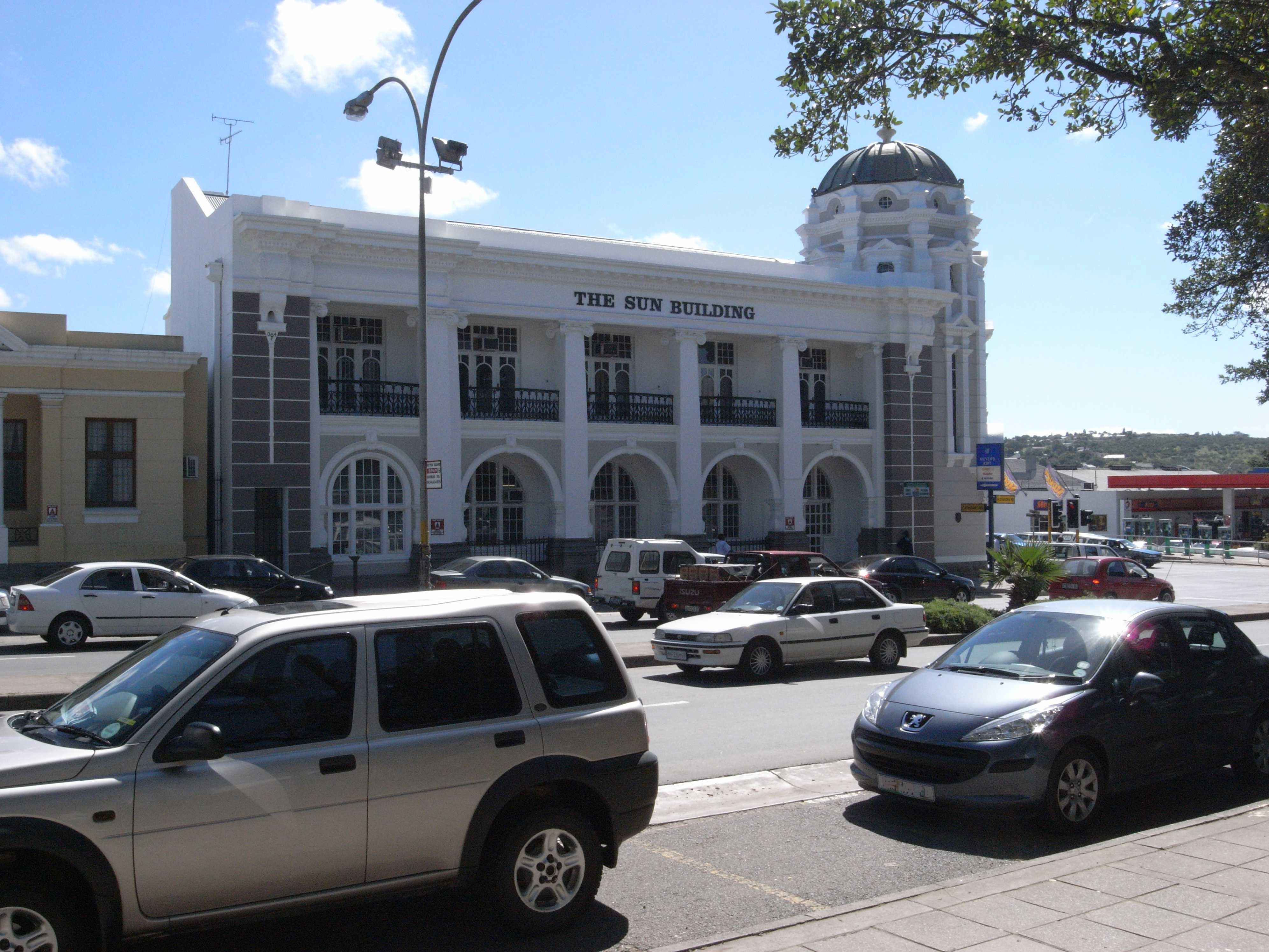
Gata i centrala King William's Town.

King William's Town är en stad i Östra Kapprovinsen, Sydafrika. Folkmängden i centralorten uppgick till 34 019 invånare vid folkräkningen 2011, men tillsammans med Bhisho, Zwelitsha och en del andra närbelägna orter hade storstadsområdet cirka 100 000 invånare vid samma tidpunkt.
Staden ligger i kommunen Buffalo City Local Municipality. Kommunen hör i sin tur till Amatoledistriktet i Östra Kapprovinsen. King Willam's Town ligger 389 meter över havet, vid floden Buffalo, cirka 20 mil nordost om Port Elizabeth, cirka 80 mil öster om Kapstaden och cirka 80 mil söder om Pretoria, i mitten av ett tätbefolkat jordbruksområde.
King William's Town var tidigare administrativ huvudort för Östra Kapprovinsen. Sedan den 3,5 kilometer åt nordost belägna staden Bhisho återförenades med Sydafrika 1994 är Bhisho numera administrativ huvudort för Östra Kapprovinsen. 
King William's Town kallas vardagligt av befolkningen för King och är välplanerad med många officiella byggnader och affärer byggda i sten. Man tillverkar bland annat godis, sylt, stearinljus, kläder, tvål, lädervaror och tändstickor. Det finns en omfattande handel med ull, djurhudar och spannmål. Närheten till Bhisho har medfört utveckling inom många områden sedan apartheid föll år 1994.
Det finns planer att döpa om staden till ett traditionellt afrikanskt namn eftersom stadens nuvarande namn anses för starkt kopplat till det tidigare kolonialväldet. 

## Historik

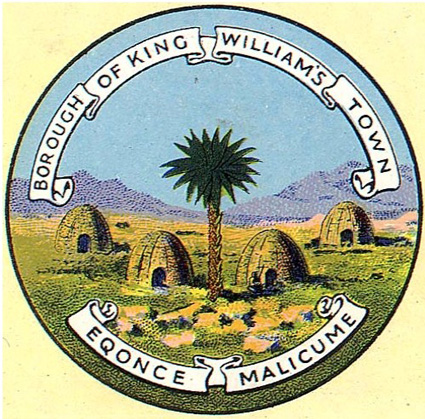
Äldre stadsvapen.

Staden är uppkallad efter Vilhelm IV av Storbritannien och grundades 1826 av missionärer som blev ivägkörda av bantufolket Xhosa. Den brittiske generalen Benjamin d'Urban återtog staden 1835 och gav staden dess namn. År 1846 blev staden igen nedbränd av Xhosa och återtagen av britterna 1847. King William's Town var 1847-66 huvudstad i Brittiska Kaffraria. Efter det sista stora kriget mot Xhosa 1856 utvecklades staden som ett handelscentrum mellan Xhosa och kolonisatörerna som hade trupp i staden ända in på 1900-talet. Prins Albert besökte 1861 staden och förklarade den en Kunglig Borough.  Många kolonisatörer i omgivande område var ättlingar till tyskar som hade kämpat i Krimkriget och man finner därför platser som heter Berlin, Braunschweig, Frankfurt, Hamburg, Potsdam och Stutterheim i denna del av landet. Ekonomin i området grundades till en början mest på boskapsskötsel. Stadshuset i King Willam's Town är byggt år 1867.

## Klimat
Det är "semesterklimat" året runt med varma somrar (februari) och milda vintrar (juli). Regionen har flest soltimmar i hela Sydafrika med fler än 300 soliga dagar om året. Det faller i genomsnitt 476 millimeter regn om året varav det minsta i juli och det mesta i mars. Medeltemperaturen mitt på dagen är i juli 19.6 °C och i februari 26.5 °C. Kallast är det på natten i juli då temperaturen kan sjuka till i medeltal 6.4 °C.

## Berömdheter
- Charles Patrick John Coghlan föddes 1863 i King William's Town. Han var den brittiska kolonin Södra Rhodesias förste premiärminister i nästan fyra år på 1920-talet.
- Steve Biko, känd apartheidmotståndare, föddes och är begravd här. Huset där han föddes är klassat som sydafrikanskt nationalmonument.
- Victoria Mxenge, känd apartheidmotståndare föddes här.
- En flodhäst, Huberta, gjorde en 160 mil lång vandring mellan åren 1928 och 1931, en lång vandring även med "flodhäst-mått" mätt under vilken hon blev mycket känd i Sydafrika. Pressen trodde först att hon var en han och kallade henne i början för Hubert. Trots att Huberta blev fridlyst sköts hon av jägare varefter en stark folklig opinion gjorde att jägarna straffades med böter på tjugofem brittiska pund. Huberta blev uppstoppad i England och finns nu att beskåda på Amathole Museum i King William's Town.